# Saint-Yzan-de-Soudiac
Saint-Yzan-de-Soudiac è un comune francese di 2 139 abitanti situato nel dipartimento della Gironda nella regione della Nuova Aquitania.

## Società

### Evoluzione demografica
Abitanti censiti